# David Woodfield
David Woodfield, né le 11 octobre 1943 et mort le 1er mai 2025, est un footballeur anglais devenu entraîneur à la fin de sa carrière de joueur. Il a notamment dirigé la sélection d'Arabie saoudite à la fin des années 1970.

## Biographie

### Carrière de joueur
Né le 11 octobre 1943, Woodfield a effectué sa carrière au sein du club de Wolverhampton Wolves entre 1959 et 1970, cumulant 276 apparitions sous le maillot des Wolves. Il a ensuite porté les couleurs de Watford où il y achève sa carrière de joueur en 1974.

### Carrière d'entraîneur
En 1979, il succède à son compatriote Danny Allison au poste de sélectionneur de l'Arabie saoudite. Il ne dirige les Faucons que lors d'une seule compétition : la Coupe du Golfe 1979 organisée en Irak. Les Saoudiens achèvent le tournoi amical avec un bilan de trois victoires, deux nuls et une seule défaite (contre le pays organisateur, futur vainqueur de l'épreuve). Malgré une troisième place finale, Woodfield est remplacé par le technicien brésilien Rubens Minelli.
En 1997, il part pour la Malaisie pour entraîner des équipes locales. Durant la saison 2000-2001, Woodfield prend la tête du club malais de Sabah FA. Il quitte par la suite le monde du football pour s'orienter vers l'enseignement, toujours en Malaisie.

## Palmarès
- Vice-champion d'Angleterre en 1960
- Vainqueur de la Coupe d'Angleterre 1960